# En dröm om frihet
En dröm om frihet är en svensk dramafilm från 1969 i regi av Jan Halldoff.

## Om filmen
Filmen premiärvisades 8 september 1969 på biograf Spegeln i Stockholm. Den spelades in i Filmstaden Råsunda med exteriörer från Göteborg av Lars Johansson. Filmen har vissa likheter med Nyköpingsdramat 1966 då polisen ingrep mot Clark Olofsson och hans kumpan Gunnar Norgren. Efter filmens premiär vände sig Norgrens mor till Forslund med en önskan att filmens upphovsmän ej skulle göra referenser till Nyköpingsdramat.

## Roller i urval
- Per Ragnar - Janne (Jan Henry) Ravén
- Stig Törnblom - Stickan (Stig) Johansson
- Bo Halldoff - övervakaren
- Ann Norstedt - Ann
- Elisabeth Nordkvist - Stickans flickvän
- Inga-Lill Valfridsson - FNL-flickan
- Gurli Svedlund - kiosktanten
- Björn Anderö - TV-reportern
- Åke W. Edfeldt - TV-kommentatorn
- Sten Ardenstam - bilisten

## Filmmusik i urval
- I filmen förekommer korta avsnitt ur svenska och utländska melodier, samt
- "Ett barn idag är oss givet", text Betty Ehrenborg-Posse, framförs av Artur Erikson.